# Amagi, Kagoshima
Amagi (天城町 (Thiên Thành đinh) Amagi-chō) là thị trấn thuộc huyện Ōshima, phó tỉnh Ōshima, tỉnh Kagoshima, Nhật Bản. Tính đến ngày 1 tháng 10 năm 2020, dân số ước tính thị trấn là 5.517 người và mật độ dân số là 69 người/km2. Tổng diện tích thị trấn là 80,4 km2.

## Địa lý

### Đô thị lân cận
- Kagoshima
  - Tokunoshima
  - Isen

### Khí hậu
| Dữ liệu khí hậu của Amagi, Kagoshima     | Dữ liệu khí hậu của Amagi, Kagoshima | Dữ liệu khí hậu của Amagi, Kagoshima | Dữ liệu khí hậu của Amagi, Kagoshima | Dữ liệu khí hậu của Amagi, Kagoshima | Dữ liệu khí hậu của Amagi, Kagoshima | Dữ liệu khí hậu của Amagi, Kagoshima | Dữ liệu khí hậu của Amagi, Kagoshima | Dữ liệu khí hậu của Amagi, Kagoshima | Dữ liệu khí hậu của Amagi, Kagoshima | Dữ liệu khí hậu của Amagi, Kagoshima | Dữ liệu khí hậu của Amagi, Kagoshima | Dữ liệu khí hậu của Amagi, Kagoshima | Dữ liệu khí hậu của Amagi, Kagoshima |
| Tháng                                    | 1                                    | 2                                    | 3                                    | 4                                    | 5                                    | 6                                    | 7                                    | 8                                    | 9                                    | 10                                   | 11                                   | 12                                   | Năm                                  |
| ---------------------------------------- | ------------------------------------ | ------------------------------------ | ------------------------------------ | ------------------------------------ | ------------------------------------ | ------------------------------------ | ------------------------------------ | ------------------------------------ | ------------------------------------ | ------------------------------------ | ------------------------------------ | ------------------------------------ | ------------------------------------ |
| Cao kỉ lục °C (°F)                       | 25.4 (77.7)                          | 25.2 (77.4)                          | 26.4 (79.5)                          | 27.9 (82.2)                          | 30.3 (86.5)                          | 33.0 (91.4)                          | 35.0 (95.0)                          | 35.2 (95.4)                          | 34.4 (93.9)                          | 32.6 (90.7)                          | 29.5 (85.1)                          | 27.2 (81.0)                          | 35.2 (95.4)                          |
| Trung bình ngày tối đa °C (°F)           | 18.6 (65.5)                          | 19.3 (66.7)                          | 20.7 (69.3)                          | 23.1 (73.6)                          | 26.0 (78.8)                          | 28.6 (83.5)                          | 31.7 (89.1)                          | 32.0 (89.6)                          | 30.8 (87.4)                          | 27.8 (82.0)                          | 24.2 (75.6)                          | 20.2 (68.4)                          | 25.3 (77.5)                          |
| Trung bình ngày °C (°F)                  | 15.6 (60.1)                          | 16.2 (61.2)                          | 17.6 (63.7)                          | 20.0 (68.0)                          | 23.0 (73.4)                          | 26.0 (78.8)                          | 28.7 (83.7)                          | 28.8 (83.8)                          | 27.6 (81.7)                          | 24.8 (76.6)                          | 21.3 (70.3)                          | 17.4 (63.3)                          | 22.3 (72.1)                          |
| Tối thiểu trung bình ngày °C (°F)        | 12.6 (54.7)                          | 13.1 (55.6)                          | 14.5 (58.1)                          | 16.9 (62.4)                          | 20.3 (68.5)                          | 23.9 (75.0)                          | 26.4 (79.5)                          | 26.2 (79.2)                          | 25.0 (77.0)                          | 22.2 (72.0)                          | 18.4 (65.1)                          | 14.4 (57.9)                          | 19.5 (67.1)                          |
| Thấp kỉ lục °C (°F)                      | 4.6 (40.3)                           | 5.9 (42.6)                           | 5.1 (41.2)                           | 9.3 (48.7)                           | 13.2 (55.8)                          | 17.4 (63.3)                          | 21.9 (71.4)                          | 21.9 (71.4)                          | 19.3 (66.7)                          | 14.5 (58.1)                          | 10.1 (50.2)                          | 7.2 (45.0)                           | 4.6 (40.3)                           |
| Lượng Giáng thủy trung bình mm (inches)  | 87.6 (3.45)                          | 86.6 (3.41)                          | 127.6 (5.02)                         | 126.6 (4.98)                         | 211.2 (8.31)                         | 362.1 (14.26)                        | 158.6 (6.24)                         | 197.1 (7.76)                         | 214.1 (8.43)                         | 163.3 (6.43)                         | 117.9 (4.64)                         | 93.5 (3.68)                          | 1.957,2 (77.06)                      |
| Số ngày giáng thủy trung bình (≥ 1.0 mm) | 11.8                                 | 11.1                                 | 11.4                                 | 9.9                                  | 11.9                                 | 13.5                                 | 7.4                                  | 12.1                                 | 12.0                                 | 9.2                                  | 9.2                                  | 11.2                                 | 130.7                                |
| Nguồn: Cục Khí tượng Nhật Bản            |                                      |                                      |                                      |                                      |                                      |                                      |                                      |                                      |                                      |                                      |                                      |                                      |                                      |